# Felső osztály

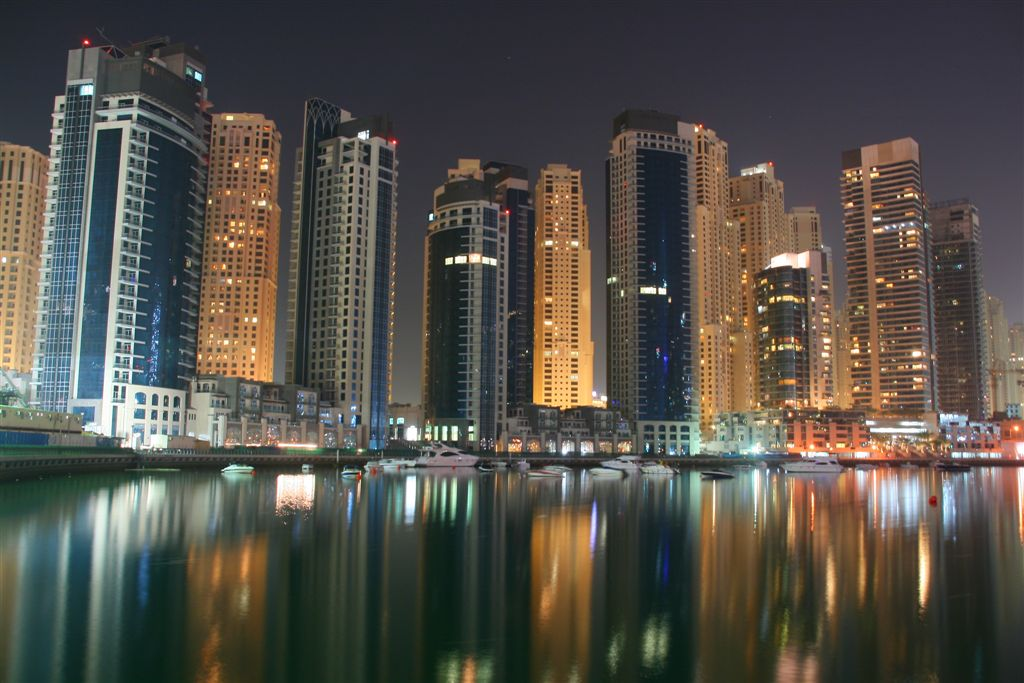
Luxusépületek Dubajban, az Egyesült Arab Emírségekben

A modern társadalmakban a felső osztály az a társadalmi osztály, amely a legmagasabb társadalmi státusszal rendelkező emberekből áll, általában az osztálytársadalom leggazdagabb tagjai, és a legnagyobb politikai hatalommal rendelkezik. E nézet szerint a felső osztályt általában nagy gazdagság jellemzi, amely nemzedékről nemzedékre öröklődik. A 20. század előtt a hangsúly az arisztokrácián volt, amelyet az öröklött nemesi státusz jellemzett.
Mivel a társadalom felső osztályai már nem uralják azt a társadalmat, amelyben élnek, gyakran a régi felső osztályoknak nevezik őket, és kulturálisan gyakran különböznek az újgazdag középosztályoktól, amelyek hajlamosak uralni a modern közéletet. A hagyományos felsőbb osztályok mai felfogása szerint az egyéni gazdagság vagy hírnév nem teszi az esetlegesen szegényebb származású személyt a felső osztály tagjává, mivel ennek az osztálynak a családjába kell születnie, és egy meghatározott csoportban kell felnőnie. A kifejezést gyakran olyan kifejezésekkel együtt használják, mint a felső középosztály, a középosztály és a munkásosztály a társadalmi rétegződés modelljének részeként.

## Történelmi jelentés

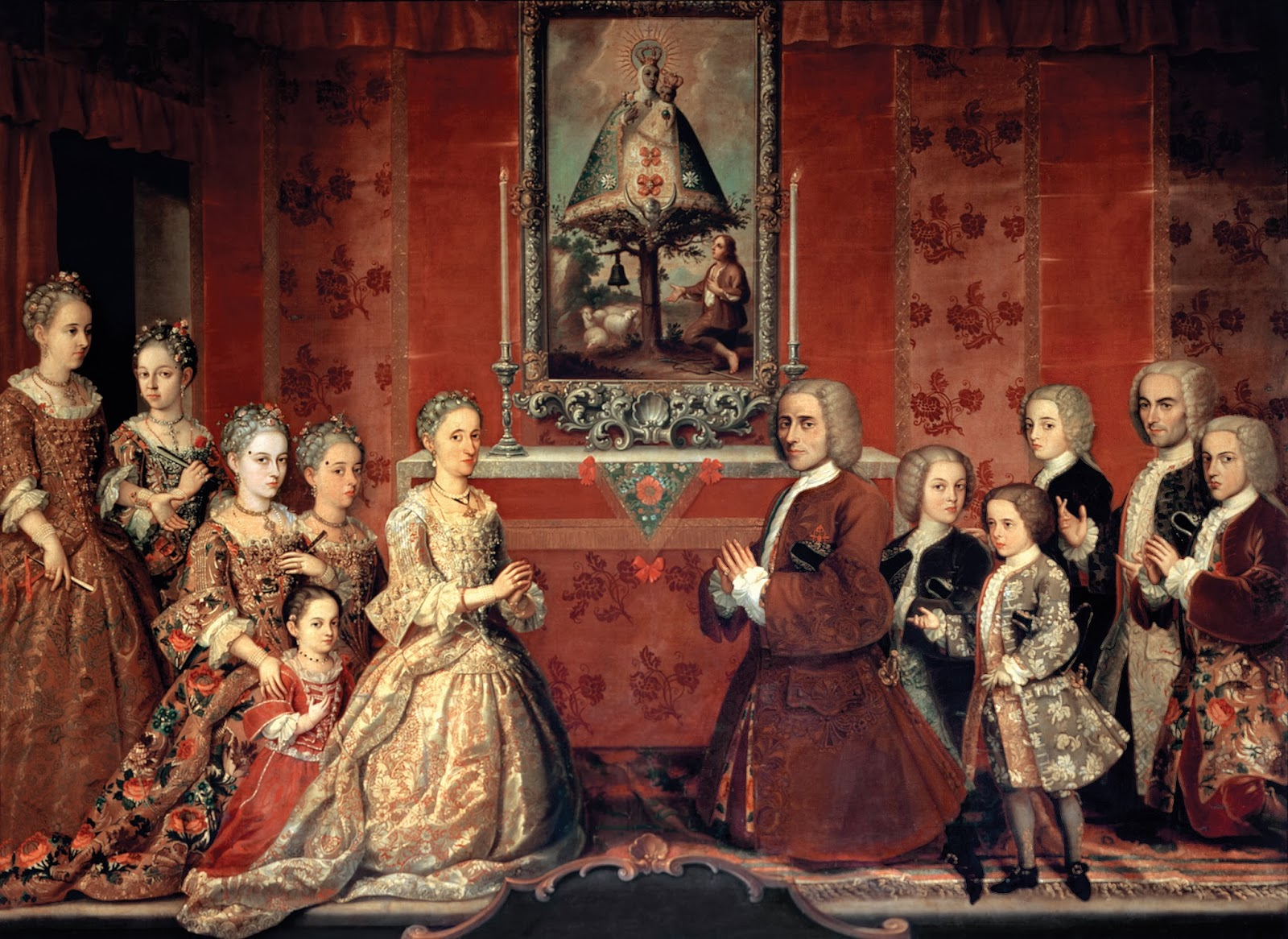
A Fagoaga Arozqueta család portréja, 1730 körül. Ismeretlen festő. A család a felsőbb osztályhoz tartozott Mexikóvárosban, Új-Spanyolországban

Történelmileg egyes kultúrákban a felső osztály tagjainak gyakran nem kellett megélhetésükért dolgozniuk, mivel megkeresett vagy örökölt befektetésekből (gyakran ingatlanból) tartották fenn őket, bár a felső osztály tagjainak kevesebb vagyonuk lehetett, mint a kereskedőknek.  A felső osztály státusza általában a család társadalmi helyzetéből, nem pedig a saját teljesítményéből vagy vagyonából származik. A felső osztályt alkotó lakosság nagy része arisztokratákból, uralkodó családokból és vallási hierarchákból állt. Ezek az emberek általában beleszülettek a státuszukba, és történelmileg nem sok mozgás történt az osztályhatárokon.

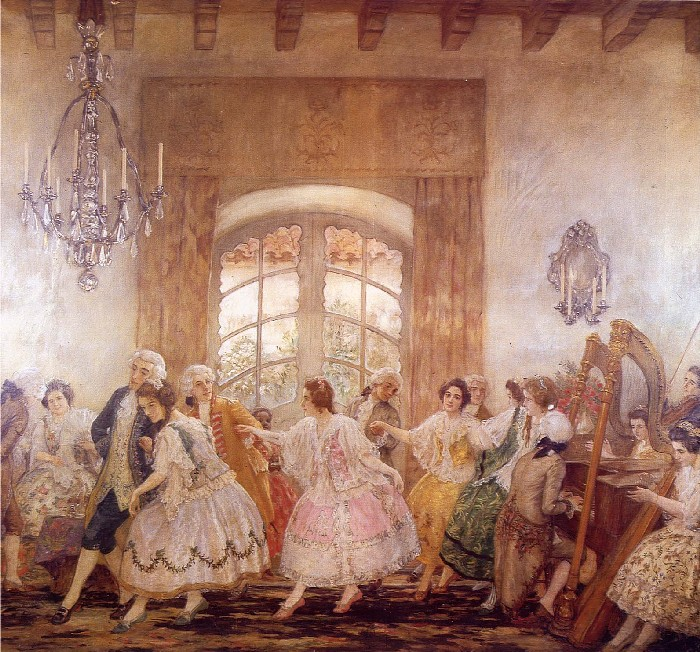
Pedro Subercaseaux bál a gyarmati Chilében. Spanyolország amerikai gyarmatain a felsőbb osztályok európaiakból és amerikai születésű spanyolokból álltak, és erősen befolyásolták őket az európai trendek

Sok országban a „felső osztály” kifejezést szorosan összekapcsolták az örökletes földtulajdonnal. A politikai hatalom gyakran a földtulajdonosok kezében volt sok iparosodás előtti társadalomban, annak ellenére, hogy más társadalmi osztályok számára nem voltak jogi akadályok a földtulajdon előtt. A felsőbb osztályú földbirtokosok Európában gyakran szintén a nemesi rang tagjai voltak, bár nem feltétlenül: a nemesi címek elterjedtsége országonként igen eltérő volt. Egyes felsőbb osztályok szinte teljesen cím nélküliek voltak, például a Lengyel–Litván Nemzetközösségi Nemesség. 

## Nagy-Britannia és Írország

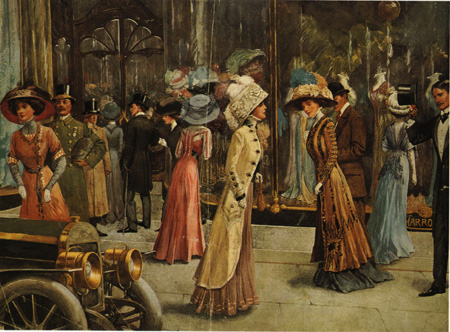
Az előkelő Harrods áruház Londonban, 1909

Az Egyesült Királyságban és az Ír Köztársaságban (az Egyesült Királyságtól való 1922-es függetlenedés előtt és után) a „felső osztály” hagyományosan a birtokos dzsentriből és az örökletes címekkel rendelkező nemesi családok arisztokráciájából állt. A középkor utáni arisztokrata családok túlnyomó többsége a kereskedő osztályból származott, és a 14. és 19. század között kaptak nemesi címet, miközben a régi nemességgel és dzsentrikkel kötöttek házasságot. A második világháború óta ez a kifejezés a vezetői és szakmai osztályok gazdag és befolyásos tagjait is magában foglalja.

## Amerikai Egyesült Államok

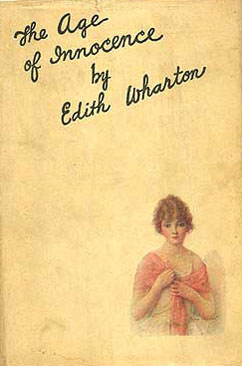
Edith Wharton 1920-as Pulitzer-díjas regényének, Az ártatlanság korának első kiadású papírrborítója, amely az 1870-es évek felsőbb osztályú New York városában játszódik

Az Egyesült Államokban a gazdagoktól megkülönböztetett felső osztályt gyakran olyan családoknak tekintik, amelyek több generáción keresztül a legmagasabb társadalmi státuszban részesültek a társadalomban betöltött vezető szerepük alapján. Ebben a tekintetben az Egyesült Államok kevéssé különbözik az olyan országoktól, mint például az Egyesült Királyság, ahol a „felső osztályhoz” való tartozás más tényezőktől is függ. Az Egyesült Királyságban azt mondják, hogy az osztály attól függ, honnan jött, hasonlóan az Egyesült Államokhoz, ahol az osztályt jobban meghatározza, hogy ki, és nem mennyi ; vagyis az Egyesült Királyságban és az USA-ban az emberek a felső osztályba születnek. Az amerikai felső osztály a becslések szerint a lakosság kevesebb mint 1%-át teszi ki. Az önazonosítás alapján a Gallup Poll 2001–2012-es adatai szerint az amerikaiak 98%-a azonosul az 5 másik osztálykifejezéssel, 48–50%-uk pedig „középosztálynak” nevezi magát.
A felső osztály fő megkülönböztető képessége, hogy a vagyonból hatalmas bevételre tud szert tenni olyan technikák révén, mint a pénzkezelés és a befektetés, ahelyett, hogy fizetett munkát vállalna. A legsikeresebb vállalkozókat, vezérigazgatókat, politikusokat, bankárokat, kockázati tőkéseket, vagyonok örököseit, hírességeket és néhány kutatót a kortárs szociológusok, például James Henslin vagy Dennis Gilbert is ebbe az osztályba sorolják. Presztízskülönbségek lehetnek a különböző felsőbb osztályú háztartások között. Egy A-listás színész például nem biztos, hogy akkora tekintélyben részesül, mint egy korábbi amerikai elnök. Ennek ellenére ennek az osztálynak minden tagja olyan befolyásos és gazdag, hogy a felső osztály tagjának tekintendő. Az Egyesült Államok gazdagságának csúcsán 2004-ben drámai módon megnőtt a milliárdosok száma. A Forbes Magazine szerint jelenleg 374 amerikai milliárdos van. A milliárdosok számának növekedése drámai ugrást tett az 1980-as évek eleje óta, amikor a Forbes 400-as listáján szereplő személyek átlagos nettó vagyona 400 millió dollár volt. Ma az átlagos nettó vagyon 2,8 milliárd dollár (910 milliárd Forint)
A felsőbb osztályú családok uralják Amerikát, és aránytalanul nagy befolyásuk van a nemzet politikai, oktatási, vallási és egyéb intézményeire. Az összes társadalmi osztály közül a felső osztály tagjainak erős a szolidaritás érzése és a „nemzettudatosság”, amely az egész nemzetre, sőt a világra kiterjed.
–- William Thompson és Joseph Hickey, Society in Focus, 2005
Az 1970-es évek óta nő a jövedelmi egyenlőtlenség az Egyesült Államokban, és a felső 1% (főleg a felső 0,1% miatt) jelentősen nagyobb jövedelemnövekedést tapasztal, mint a társadalom többi része. Alan Greenspan, a Federal Reserve System korábbi elnöke társadalmi problémának tartja ezt, és "nagyon zavaró tendenciának" nevezi.
A Ki uralja Amerikát? című könyvben William Domhoff állítása szerint a vagyon megoszlása Amerikában a felső osztály befolyása alatt áll. Az amerikaiak felső 1%-a az Egyesült Államok vagyonának körülbelül 34%-át birtokolja, míg az alsó 80%-a csak a vagyon körülbelül 16%-át birtokolja. Ez a nagy különbség a vagyon egyenlőtlen eloszlását mutatja abszolút értelemben.
1998-ban Bob Herbert, a The New York Times munkatársa a modern amerikai plutokratákat "The Donor Class"-nak nevezte (a legjobb donorok listája) és először határozta meg ezt az osztályt:
"Egy kis csoport – a lakosság mindössze 1 százalékának egynegyed része – akik nincsenek sokan, de a vagyonuk roppant nagy.

## További irodalom
- Cousin, Bruno és Sébastien Chauvin (2021). – Létezik globális szuperburzsoázia? Sociology Compass, vol. 15., 6. szám, 1-15. online
- szerk.: Allan G. Johnson: Upper class, The Blackwell Dictionary of Sociology: A User's Guide to Sociological Language, 2nd, Wiley-Blackwell (2000. május 29.). ISBN 978-0-631-21681-0
- Hartmann, Michael. The Sociology of Elites, Routledge Studies in Social and Political Thought. Taylor & Francis (2007). ISBN 978-0-415-41197-4
- King, Victor T.. The Sociology of Southeast Asia: Transformations in a Developing Region. NIAS Press (2008). ISBN 978-87-91114-60-1
- McKibbin, Ross. (2000) Osztályok és kultúrák: Anglia 1918-1951 (2000) 1–43.
- Baraka, Magda. (1998). Az egyiptomi felső osztály a forradalmak között, 1919-1952 . ISBS.
- Scott, John. (1982). A felsőbb osztályok: tulajdon és kiváltság Nagy-Britanniában Macmillan Pub Ltd.

## Fordítás
Ez a szócikk részben vagy egészben  az   Upper class című angol Wikipédia-szócikk ezen változatának fordításán alapul.  Az eredeti cikk szerkesztőit annak laptörténete sorolja fel. Ez a jelzés csupán a megfogalmazás eredetét és a szerzői jogokat jelzi, nem szolgál a cikkben szereplő információk forrásmegjelöléseként.

## Külső linkek
- Az egymillió dollár feletti vagyonnal rendelkező háztartások száma
- A jövedelem és az iskolai végzettség kapcsolata
- "Az arisztokrácia – hogyan marad életben az uralkodó osztály" a BBC Radio 4 In Our Time című műsorában David Cannadine, Rosemary Sweet és Felipe Fernandez-Armesto közreműködésével